# Міжнародна китобійна комісія
Міжнародна Китобійна Комісія — міжнародна міжурядова організація. Утворена 2 грудня 1946 державами-учасницями Міжнародної конвенції з регулювання китобійного промислу 1946 (м. Вашингтон, США). Основною метою Конвенції є забезпечення належного збереження популяцій китів для того, щоб зробити можливим упорядкований розвиток китобійного промислу. Основне завдання Міжнародної китобійної комісії — відстежувати і при необхідності коректувати заходи, зазначені в додатку до Конвенції і регулюючі китобійний промисел у світі.